# Original Single Kollektion
Die Original Single Kollektion ist das erste Kompilationsalbum der deutschen Metal-Band Rammstein. Es handelt sich hierbei um eine Box, die die ersten sechs offiziell veröffentlichten Singles der Band beinhaltet.

## Entstehung und Veröffentlichung
Die Veröffentlichung der Box fand am 19. Juni 1998 in Europa und am 23. März 1999 in Amerika statt. Bei allen Liedern, die in der Box enthalten sind, stammen Musik und Text von Rammstein und wurden von Jacob Heller produziert. Ausnahme ist hierbei das Kraftwerk-Cover Das Model, dies wurde von den Kraftwerk-Mitgliedern Karl Bartos, Ralf Hütter und Emil Schult geschrieben und von Ralf Hütter und Florian Schneider-Esleben produziert. Die Box wurde auf etwa 5.000 Exemplare limitiert. In Europa wurde die Kompilation unter dem Label Motor Music veröffentlicht, in Amerika fand die Veröffentlichung unter dem Label PolyGram statt. Um die Ersterscheinung zu promoten, wurden vorab zwei Singles veröffentlicht. Zuerst wurde das Kraftwerk Cover Das Modell veröffentlicht. Später folgte eine Wiederveröffentlichung der ersten Rammstein-Single Du riechst so gut, die mit neuem Musikvideo unter dem Namen Du riechst so gut ’98 herausgebracht wurde. Durch die Limitierung blieb ein Charteintritt weltweit verwehrt.

## Inhalt und Gestaltung
Das Cover zeigt einen großen Teil des Staatswappens der Deutschen Demokratischen Republik. Als Extras zu den CDs enthält die Box noch ein Poster und einen Bildschirmschoner.

## Titelliste

### Du riechst so gut
1. Du riechst so gut – 4:49
2. Wollt ihr das Bett in Flammen sehen? – 5:19
3. Du riechst so gut (Scal Remix) – 4:45

### Seemann
1. Seemann – 4:48
2. Der Meister – 4:10
3. Rammstein in the House (Timewriter Remix) – 6:24

### Engel
1. Engel – 4:22
2. Sehnsucht – 4:02
3. Rammstein (Eskimos & Egypt Radio Edit) – 3:41
4. Rammstein (Eskimos & Egypt Instrumental Edit) – 3:27
5. Rammstein – 4:25

### Engel (Fan-Edition)
1. Engel (Extended Version) – 4:34
2. Feuerräder (Live Demo Version 1994) – 4:47
3. Wilder Wein (Demo Version 1994) – 5:41
4. Rammstein (Eskimos & Egypt Instrumental) – 3:27

### Du hast
1. Du hast – 3:54
2. Bück dich – 3:21
3. Du hast (Remix by Jacob Hellner) – 6:44
4. Du hast (Remix by Clawfinger) – 5:24

### Das Modell
1. Das Modell – 4:46
2. Kokain – 3:09
3. Alter Mann (Spezial Version) – 4:22
4. Rammstein Computerspiel für Windows